# Тига (приток Сарса)
Тига — река в России, протекает по территории Октябрьского района Пермского края. Устье реки находится в 84 км по левому берегу реки Сарс. Длина реки — 11 км.

## Данные водного реестра
По данным государственного водного реестра России относится к Камскому бассейновому округу, водохозяйственный участок реки — Уфа от Нязепетровского гидроузла до Павловского гидроузла, без реки Ай, речной подбассейн реки — Белая. Речной бассейн реки — Кама.
Код объекта в государственном водном реестре — 10010201112111100022975.